# Décembre 1892

## Événements
- 3 décembre : les Français établissent leur protectorat sur le Dahomey. Béhanzin continue la lutte jusqu’en 1894.

- 5 décembre :
  - John Joseph Caldwell Abbott cède son poste de Premier ministre du Canada au conservateur John Sparrow David Thompson.
  - 5 décembre (et 30 octobre) : décrets de Léopold II divisant l'État indépendant du Congo en zones économiques. Fondations de la Société anversoise et de l’ABIR (Anglo-Belgian India Rubber and Exploration Company), compagnies pour l’exploitation du Congo, dont elles pillent les ressources naturelles.

- 6 décembre, France : premier gouvernement Ribot.

- 8 décembre : réunion à Berlin du parti conservateur allemand. Son programme expose les grandes lignes d’un État à structure féodale et monarchiste, et dénonce « l’influence pourrissante » des Juifs et des sociaux-démocrates.

- 11 décembre : le parti libéral de Práxedes Mateo Sagasta gouverne en Espagne jusqu’en 1895.

- 16 décembre : Louis-Olivier Taillon (conservateur) devient Premier ministre du Québec après la démission de Charles-Eugène Boucher de Boucherville.

- 18 décembre : le Reichstag prend acte du « volet » économique de la Triplice. Les députés ratifient l’ensemble des traités commerciaux signés le 1er février par le chancelier Caprivi avec l’Autriche-Hongrie et l’Italie.

## Naissances
- 2 décembre : Pedro Miguel Obligado, poète, professeur, essayiste, conférencier et scénariste argentin († 1967).
- 4 décembre : Francisco Franco, chef d'État espagnol († 20 novembre 1975).
- 6 décembre : Rukmini Laxmipathi, personnalité politique indienne († 6 août 1951).
- 8 décembre : Albert Aubry, homme politique et résistant français († 11 août 1951).
- 18 décembre : Noël Roquevert, comédien français († 6 novembre 1973).
- 25 décembre : Otto Nebel, peintre et poète allemand († 12 septembre 1973).

## Décès
- 12 septembre : Marc-Amable Girard, premier ministre du Manitoba.
- 14 décembre : Adams George Archibald, père de la Confédération et lieutenant-gouverneur du Manitoba.
- 18 décembre : Richard Owen, biologiste, spécialiste en anatomie comparée et paléontologue britannique.